# Fast & Furious: Spy Racers
Fast & Furious: Spy Racers (no Brasil: Velozes & Furiosos – Espiões do Asfalto, e em Portugal: Velocidade Furiosa – Espiões ao Volante) é um websérie de animação estadunidense produzido pelo Universal Studios & DreamWorks Animation, baseado na série de filmes de mesmo nome de Gary Scott Thompson. A série é produzida por Tim Hedrick, Bret Haaland, Vin Diesel, Neal H. Moritz e Chris Morgan. Hedrick e Haaland também atuam como showrunners do programa. A série estreou na Netflix em 26 de dezembro de 2019.
A sexta e última temporada intitulada Velozes & Furiosos: Espiões do Asfalto – Voltando para Casa foi lançada em 17 de dezembro de 2021.

## Enredo
Tony Toretto, primo de Dominic Toretto, é recrutado por uma agência governamental junto com seus amigos para se infiltrar em uma liga de elite que serve de fachada para uma organização criminosa chamada SH1FT3R, empenhada em dominar o mundo.
Na 2ª temporada, a equipe vai ao Brasil em uma missão secreta para encontrar Layla Gray e evitar a potencial dominação mundial nas mãos de uma filha "falecida" de longa data de uma conhecida gangue do Rio de Janeiro.
Na 3ª temporada, Tony e sua equipe fazem uma viagem perigosa ao Deserto do Saara, quando a Ms. Nowhere desaparece misteriosamente em uma missão lá, todos os agentes descobrindo uma trama de um vilão maníaco usando satélites meteorológicos de controle remoto.
Na 4ª temporada, Ms. Nowhere e a equipe de Tony são acusados de um crime no qual não tiveram envolvimento antes, e fogem para o México para encontrar o verdadeiro culpado, limpar seus nomes e fugir de um superagente imparável que os caça.
Na 5ª temporada, o grupo viaja para o Oceano Pacífico Sul para resgatar um dos seus, levando a um confronto com um antigo inimigo.
Na 6ª temporada, a equipe volta a lutar contra um velho inimigo em um confronto que os leva de volta a Los Angeles.

## Elenco

### Principal
- Tyler Posey como Tony Toretto, o primo mais novo de Dominic Toretto.[5] Ele aspira ser uma lenda como seu primo.
- Camille Ramsey como Layla Gray, uma notável corredora de rua que trabalhou para SH1FT3R e foi a mão direita de Shashi até que ela descubrisse suas verdadeiras intenções. Ela prefere ser um lobo solitário e sua voz na dublagem do idioma original tem um sotaque sulista.[5][6] Layla foi recrutada pela Ms. Nowhere na 2ª temporada e se tornou uma das aliadas mais confiáveis da tripulação. Ela é atualmente um membro da equipe de Tony a partir da terceira temporada.
- Charlet Chung como Margaret "Echo" Pearl, uma artista talentosa e espiã natural.[5] Ela tem cabelos verdes e garante que seus passeios fiquem ótimos,[6] e ela não gosta de ser chamada por seu nome verdadeiro. Ep. 5 Echo foi introduzida em um curso de treinamento de espionagem pela Ms. Nowhere na 3ª temporada, mas finalmente descobre que prefere seguir seu coração ao invés de ordens.
- Jorge Diaz como Cisco Renaldo, amigo de Tony que também é mecânico, descrito como o músculo e o amor da tripulação.[5][6] Ele gosta de comida e bebida; em um episódio, ele fez questão de instalar porta-copos em todos os lugares de seu veículo.Ep. 5
- Luke Youngblood como Frostee Benson, amigo de Tony, um gênio da tecnologia de 13 anos. Ele gosta de criar gadgets, drones e invadir sistemas. Sua bebida favorita é Yoka e é o único membro do grupo sem seu próprio carro.Ep. 2 Frostee é o primeiro papel de Youngblood como dublador.[5]
- Renée Elise Goldsberry como Ms. Nowhere, agente secreto de ligação da equipe. Ela tenta manter Tony e sua equipe sob controle e em missão.[5][6]
- Manish Dayal como Shashi Dhar (1ª e 5ª temporada), o líder do grupo SH1FT3R. Os Espiões do Asfalto são designados para detê-lo depois que ele é suspeito de ter roubado "chaves" dos bilionários do mundo.[5][6] Shashi foi preso após a 1ª temporada.
- Avrielle Corti como Rafaela Moreno (principal: 2ª e 3ª temporada; convidada: 4ª temporada), a filha de um conhecido senhor do crime que despreza sua residência atual no Rio e é a mente por trás de um plano de dominação mundial através de uma fórmula de controle mental. Ela foi presa depois que seus planos foram frustrados no final da segunda temporada. Depois que Cleve Kelso a libertou da prisão no início da 3ª temporada, Rafaela está foragida no final da terceira temporada até ser presa no início da 4ª temporada.

### Recorrente
- Jimmy Tatro como Mitch,  um rival local de corrida de rua, descrito como um pouco obstinado.[6]
- Tru Valentino como Gary, assistente da Sra. Nowhere. Valentino também fez na 1ª temporada a voz de Scadan, um piloto da SH1FT3R.
- Vin Diesel como Dominic Toretto, o famoso primo de Tony que recomenda Tony e sua gangue para a Ms. Nowhere. Ele é muito visivelmente famoso para fazer as missões sozinho. Ele faz breves aparições na série.[6]
- Similce Diesel como Sissy Benson, irmã de Frostee.[6][7]
- Dave Thomas como Cleve Kelso (1ª e 3ª temporada), um bilionário corrupto responsável pela morte dos pais de Shashi. Kelso voltou na 3ª temporada como o vilão principal e, a partir do final da terceira temporada, seu destino é desconhecido.
- Lanny Joon como Matsuo Mori (3ª temporada), um homem que trabalha com Cleve e Rafaela. Matsuo tem um braço robótico que está ligado ao seu sistema nervoso, que guiou suas ações em direção à visão de Cleve. Seu braço é removido por Echo durante o final da 3ª temporada e ele voltou ao normal. Ele se junta aos Espiões do Asfalto para derrotar Cleve, e seu destino é desconhecido.
- Danny Trejo como Tuco (4ª temporada), tio de Cisco, também teórico da conspiração e um lutador famoso conhecido como Rei Ocelot.
- Big Show como Palindrome (4ª e 5ª temporada), um dos principais agentes da agência, que tinha a tarefa de levar a Ms. Nowhere e a equipe de Tony à justiça quando são acusados de um roubo. Depois de descobrir o plano de Moray e ajudar os Espiões do Asfalto a detê-lo, Palindrome começa um relacionamento com Ms. Nowhere.Ep. 32
- Jason Hightower como Moray (4ª temporada), um ex-membro vingativo da agência e ex da Ms. Nowhere. Ele a incrimina e os pilotos de espionagem, enquanto tenta realizar uma profecia do fim do mundo com uma máquina vulcânica que pode destruir a maior parte da Cidade do México.

Outros atores da comunidade de dublagem também tiveram papéis coadjuvantes. Eles incluem:Carlos Alazraqui, Fred Tatasciore, Eric Bauza, Grey DeLisle-Griffin e Kevin Michael Richardson.

## Lista de episódios

### Visão geral
| Temporada | Temporada | Título       | Episódios | Episódios | Originalmente lançado  |
| --------- | --------- | ------------ | --------- | --------- | ---------------------- |
|           | 1         | –            | 8         | 8         | 26 de dezembro de 2019 |
|           | 2         | Rio          | 8         | 8         | 9 de outubro de 2020   |
|           | 3         | Sahara       | 8         | 8         | 26 de dezembro de 2020 |
|           | 4         | México       | 8         | 8         | 16 de abril de 2021    |
|           | 5         | Pacífico Sul | 8         | 8         | 13 de agosto de 2021   |

### 1ª Temporada (2019)
| N.º na série | N.º na temp. | Título                                                      | Dirigido por  | Escrito por   | Exibição original      |
| --- | ------------ | ----------------------------------------------------------- | ------------- | ------------- | ---------------------- |
| 1 | 1            | "Born a Toretto" " Sou um Toretto"                          | Bret Haaland  | Tim Hedrick   | 26 de dezembro de 2019 |
| Tony Toretto corre contra e perde para o piloto local Mitch. Tony e sua equipe encontram o primo Dom quando este é sequestrado em uma van. Eles fogem dos perseguidores de motocicletas e encontram a van onde é revelado que Dom estava recomendando Tony e sua gangue para Ms. Nowhere como uma equipe de novos agentes secretos que planejam se infiltrar em uma organização chamada SH1FT3R que está usando as corridas de rua como fachada para suas operações criminosas. Para se juntar à SH1FT3R, Tony deve vencer uma corrida secreta organizada pela renomada competidora Layla Gray. Tony e sua turma invadem o banco de dados e pegam emprestado o carro de Mitch para entrar na corrida.                                                                    |              |                                                             |               |               |                        |
| 2 | 2            | "Enter SH1FT3R" Entrando para SH1FT3R"                      | Micah Gunnell | Josh Hamilton | 26 de dezembro de 2019 |
| Tony se mantém na corrida underground, sobrevivendo aos ataques de Layla Gray e de outros pilotos, além de utilizar várias armas instaladas no carro de Mitch. Tony vincula a corrida a Layla, o que a leva a expulsar Tony e sua tripulação, mas Shashi Dhar, o líder de SH1FT3R, decide convidá-los para sua festa pós-festa. Enquanto Tony engana Shashi com sucesso quanto às suas razões para se juntar à SH1FT3R e conta a ele um pouco sobre sua tripulação, Shashi oferece a Tony e sua tripulação uma oferta única; Impeça uma tripulação rival liderada por Scadan de transportar um trailer de Yoka Spirit Water do Canadá para o México e eles podem se juntar. Apesar de algumas complicações, Tony e sua turma abandonam o trabalho e se juntam a SH1FT3R. |              |                                                             |               |               |                        |
| 3 | 3            | "Ghost Town Grand Prix" " Grande Prêmio da Cidade Fantasma" | James Yang    | Mitch Iverson | 26 de dezembro de 2019 |
| Tony se junta a uma corrida contra Shashi, Layla e os outros pilotos de SH1FT3R em um percurso de cidade-fantasma por alguns túneis de mineração. Embora Tony possa facilmente tentar vencer a corrida, sua equipe o incita a seguir Shashi e Layla, que estão atrás de um prêmio diferente. |              |                                                             |               |               |                        |
| 4 | 4            | "The Owl Job" " Coruja"                                     | Leo Riley     | May Chan      | 26 de dezembro de 2019 |
| Shashi coloca Tony e Layla juntos em uma missão para roubar alguns códigos de Sudarikov, um empresário russo e traficante de armas de ponta. O resto da equipe de Tony invade a mansão de Shashi para encontrar as chaves. |              |                                                             |               |               |                        |
| 5 | 5            | "The Celestial Vault" " O Cofre Celestial"                  | Micah Gunnell | Tim Hedrick   | 26 de dezembro de 2019 |
| Shashi usa os códigos de Sudarikov para desbloquear o acesso a uma montanha de propriedade privada na qual ele e os SH1FT3Rs correm para cima. No entanto, durante a corrida, Shashi revela que Tony e sua equipe são traidores trabalhando para os federais, e oferece uma recompensa aos SH1FT3Rs para tirá-los do curso. No topo da montanha, Shashi recupera um satélite que contém um carro exótico que é uma das chaves. Ele captura Frostee e foge com ele e o carro. |              |                                                             |               |               |                        |
| 6 | 6            | "The Final Key" " A Última Chave"                           | James Yang    | Josh Hamilton | 26 de dezembro de 2019 |
| Com a missão geral sendo um fracasso, a Sra. Nowhere começa a empacotar todas as coisas da tripulação. Layla chega e avisa que Shashi planeja coletar todos os carros-chave para habilitar uma Chave Mestra que permitiria a ele invadir qualquer aparelho eletrônico dentro do alcance, dando-lhe potência ilimitada. Ms. Nowhere prende Layla e planeja destruir o quinto e último carro que está alojado em uma base militar. Tony oferece para Shashi o quinto carro em troca de Frostee, e eles invadem a base militar. |              |                                                             |               |               |                        |
| 7 | 7            | "Ignition" " Ignição"                                       | Leo Riley     | Mitch Iverson | 26 de dezembro de 2019 |
| Tony, Layla e sua turma estão em um avião espião com o quinto carro. Eles fogem da perseguição da Ms. Nowhere, após o que o General Dudley prende a Sra. Nowhere e assume as operações. Tony troca o quinto carro por Frostee. Shashi usa os carros para desbloquear uma área que contém a Chave Mestra, que tem a forma de uma máscara de viseira. General Dudley e suas tropas chegam, mas Shashi usa a Chave Mestra para controlar os drones e veículos para derrotá-los. Shashi e sua equipe seguem para Las Vegas para matar o bilionário Cleve Kelso que assassinou seus pais. |              |                                                             |               |               |                        |
| 8 | 8            | "The Key to the Strip" " A Chave de Las Vegas"              | Micah Gunnell | Tim Hedrick   | 26 de dezembro de 2019 |
| Shashi usa a chave mestra para invadir a Las Vegas Strip, invadir o Western Grid e se vingar de Cleve Kelso. Tony e sua turma correm para Las Vegas para tentar impedi-lo. |              |                                                             |               |               |                        |

### 2ª Temporada:Rio(2020)
| N.º na série | N.º na temp. | Título                                       | Dirigido por  | Escrito por          | Exibição original    |
| --- | ------------ | -------------------------------------------- | ------------- | -------------------- | -------------------- |
| 9 | 1            | "Escape from L.A." " A Fuga de L.A."         | James Yang    | Josh Hamilton        | 9 de outubro de 2020 |
| Tony e sua equipe agora são Espiões do Asfalto de pleno direito e ajudam a Ms. Nowhere a capturar o último membro da velha equipe da SH1FT3R de Shashi, desmontar uma enorme rede de contrabando e capturar um criminoso que roubou um disco rígido com informações confidenciais. Ms. Nowhere não quer que o grupo participe de uma missão internacional porque perdeu um de seus agentes lá. No entanto, depois de descobrir que uma de suas tatuagens é uma fórmula, Gary acidentalmente deixa o criminoso escapar, então o grupo o captura novamente. A Ms. Nowhere eventualmente permite que eles partam em missão para o Rio depois de saber que o agente que ela perdeu era sua velha amiga, Layla Gray. |              |                                              |               |                      |                      |
| 10 | 2            | "That Sinking Feeling" " Presos na Floresta" | Leo Riley     | Ashley Soto Paniagua | 9 de outubro de 2020 |
| Após espantar a polícia brasileira, o grupo se encontra na selva, mas seus veículos ficam presos na areia movediça. Tony tenta assumir o controle da situação e não pedir a ajuda da Ms. Nowhere, mas isso perturba Echo, que o deixa descobrir por conta própria. Frostee e Cisco vão atrás de um macaco que roubou a mochila de equipamentos de espionagem. Tony acaba se desculpando com a Echo e a turma se reagrupa para retirar os veículos e sacudir a polícia novamente, e acaba chegando na periferia do Rio de Janeiro. |              |                                              |               |                      |                      |
| 11 | 3            | "Bem-vindo ao Rio" " Bem-vindo ao Rio"       | Micah Gunnell | Valeska Rodriguez    | 9 de outubro de 2020 |
| A turma gostou da cultura carioca. Tony mostra sua tatuagem que tem a fórmula para atrair os gangsters. Logo eles são escoltados pelas favelas até a mansão da "falecida" Santa Rafaela Moreno, onde encontram Layla. Mesmo que Tony esteja convencido de que ela não pirou, Layla pega a fórmula e faz com que os gângsteres ataquem a equipe, o que os força a se esconder. Enquanto isso, Ms. Nowhere caça outro criminoso que tenta se passar por um príncipe. |              |                                              |               |                      |                      |
| 12 | 4            | "Combustion" " Combustão"                    | James Yang    | Emma Dudley          | 9 de outubro de 2020 |
| Com a gangue da família Moreno e Layla ainda os caçando, Tony e Echo se protegem em um esconderijo enquanto Cisco e Frostee se escondem em uma casa local. A Ms. Nowhere aparece e assume o comando, fazendo com que Echo rastreie Layla até um depósito fora da cidade, onde os gangsters começam a produzir a fórmula em massa e Cisco aprende o que pode com os moradores da cidade. Enquanto isso, Frostee encontra uma instabilidade na fórmula que a torna extremamente volátil e explosiva. Será que Tony e Echo podem salvar uma Layla persistente e ignorante antes que um caminhão-tanque com a fórmula leve para fora metade das favelas e ela com ele? |              |                                              |               |                      |                      |
| 13 | 5            | "Driving Blind" " Dirigindo às Cegas"        | George Gipson | Mitch Iverson        | 9 de outubro de 2020 |
| Com Layla livre da influência da Fórmula, que por acaso é o controle mental, Tony e sua equipe decidem testar o potencial da Fórmula em si mesmos. Enquanto isso, Layla volta disfarçada para expor o verdadeiro líder da gangue; Santa Rafaela Moreno que aparentemente fingiu sua morte em uma corrida há 1 ano. Mas Layla acaba expondo a si mesma e a equipe quando vence uma corrida pelas favelas contra uma misteriosa motorista controlada pela mente que se revela ser a Ms. Nowhere, o que resulta na captura de Tony e do grupo. |              |                                              |               |                      |                      |
| 14 | 6            | "An Echo of Nowhere" " Um Eco de Nada"       | Micah Gunnell | Tim Hedrick          | 9 de outubro de 2020 |
| Tony, sua equipe e Gary estão presos no armazém da fórmula por Rafaela e Ms. Nowhere. Em troca da segurança de sua família, Frostee concorda em estabilizar a fórmula, dando a Echo uma chance de escapar e detoná-los com o Hauler, que ela aprendeu recentemente que pode reconfigurar seus pneus para passar por areia movediça. Ms. Nowhere a caça na selva e Echo deve recorrer a um raciocínio rápido e táticas primitivas para derrotá-la. Tony e Cisco dão a Layla um vislumbre de como conheceram Echo e Layla ajuda Tony a ter mais confiança em sua família. |              |                                              |               |                      |                      |
| 15 | 7            | "The Patroness" " A Chefe"                   | James Yang    | Josh Hamilton        | 9 de outubro de 2020 |
| Com a Ms. Nowhere livre da fórmula, Echo volta para o armazém com o Hauler para salvar o resto da gangue. Mas com Frostee tendo estabilizado a fórmula e com Tony e Layla sob seu controle, Rafaela vai para a corrida na esperança de eliminar os outros pilotos da família do crime e, em seguida, lançar a fórmula colocando todos sob seu controle. Echo, Nowhere e os outros vão para a corrida no Hauler para tentar impedi-la enquanto Tony e Layla revelam a ela que Frostee criou um antídoto que os impedia de serem controlados. Mas seus esforços para impedir Rafaela fracassam quando ela lança a Fórmula sobre a multidão e ordena que matem Tony e sua equipe. |              |                                              |               |                      |                      |
| 16 | 8            | "Tchau, Uggos" " Tchau, Feios"               | George Gipson | Tim Hedrick          | 9 de outubro de 2020 |
| Rafaela controla a cidade e a gangue de Tony está presa no Hauler tentando bolar um plano. Rafaela sai para roubar as outras famílias do crime enquanto Tony, Layla, Echo e Cisco escapam e trabalham para alcançá-la. Enquanto isso, Frostee trabalha para descobrir uma maneira de reverter o efeito da fórmula sobre a população do Rio. Tony e Layla perseguem Rafaela e o agente Medina da Interpol a bordo do avião espião da Ms. Nowhere e descobrem que ela fez tudo isso para libertar sua mãe, a Cientista que criou a Fórmula de Controle Mental, da prisão. Tony usa uma micro-camera para gravar a confissão, então Frostee usa a gravação para libertar Tony e Layla de suas restrições, capturar Rafaela e libertar a cidade. O povo da cidade e a equipe de Tony comemoram com uma grande festa dançante. |              |                                              |               |                      |                      |

### 3ª Temporada:Sahara(2020)
| N.º na série | N.º na temp. | Título                                                 | Dirigido por  | Escrito por             | Exibição original      |
| --- | ------------ | ------------------------------------------------------ | ------------- | ----------------------- | ---------------------- |
| 17 | 1            | "The Giant Haboob" " O Haboob Gigante"                 | Micah Gunnell | Tim Hedrick Emma Dudley | 26 de dezembro de 2020 |
| Tony não consegue descobrir por que Echo foi escolhida em vez dele para a escola de espiões. Ms. Nowhere e Gary perseguem um trio de bandidos na África.                                        |              |                                                        |               |                         |                        |
| 18 | 2            | "The Dead End" " O Beco Sem Saída"                     | James Yang    | Josh Hamilton           | 26 de dezembro de 2020 |
| Echo conduz a equipe ao Deserto do Saara em busca de Cleve Kelso, mas todos eles acabam em uma armadilha. Para recuperar a liberdade, Layla e Tony devem vencer uma corrida de buggy nas dunas. |              |                                                        |               |                         |                        |
| 19 | 3            | "The Empty Well" " O Poço Vazio"                       | George Gipson | Emma Dudley             | 26 de dezembro de 2020 |
| O grupo ajuda uma aldeia onde um poço de água secou. Enquanto isso, Ms. Nowhere e Gary tentam fazer contato no meio do nada.                                                                    |              |                                                        |               |                         |                        |
| 20 | 4            | "The Hunt" " A Caça"                                   | Micah Gunnell | Mitch Iverson           | 26 de dezembro de 2020 |
| Em busca do esconderijo de Kelso, a equipe acaba se envolvendo em uma perseguição épica pelo deserto. Layla enfrenta um antigo inimigo.                                                         |              |                                                        |               |                         |                        |
| 21 | 5            | "The Bedouin Shield" " O Escudo Beduíno"               | James Yang    | Tim Hedrick             | 26 de dezembro de 2020 |
| Durante um furacão no deserto do Saara, a equipe encontra abrigo junto com um grupo de beduínos. Ms. Nowhere e Gary fazem uma descoberta inesperada.                                            |              |                                                        |               |                         |                        |
| 22 | 6            | "The Eye of the Sahara" " O Olho do Saara"             | George Gipson | Josh Hamilton           | 26 de dezembro de 2020 |
| Kelso está cada vez mais perto de atingir seus objetivos, e os pilotos no deserto enfrentam uma difícil decisão. E eles decidirão seguir o coração.                                             |              |                                                        |               |                         |                        |
| 23 | 7            | "RoboCleve" " Robô Cleave"                             | Micah Gunnell | Emma Dudley             | 26 de dezembro de 2020 |
| Sem um membro importante, a equipe faz uma última tentativa de se infiltrar na base de Kelso para impedir que ele realize seu plano diabólico.                                                  |              |                                                        |               |                         |                        |
| 24 | 8            | "Sirocco Fire Explosion" " Explosão de Fogo de Siroco" | James Yang    | Tim Hedrick             | 26 de dezembro de 2020 |
| O amargo confronto no deserto do Saara chega ao fim quando uma tempestade gigantesca ameaça destruir tudo pelo caminho, inclusive os Espiões do Asfalto.                                        |              |                                                        |               |                         |                        |

### 4ª Temporada:México(2021)
| N.º na série | N.º na temp. | Título                                                           | Dirigido por            | Escrito por                  | Exibição original   |
| --- | ------------ | ---------------------------------------------------------------- | ----------------------- | ---------------------------- | ------------------- |
| 25 | 1            | "Chasing Phantoms" " Perseguindo Fantasmas"                      | George Gipson Leo Riley | Josh Hamilton                | 16 de abril de 2021 |
| Ms. Nowhere ganha uma festa na sede da agência quando uma perseguição mundial leva a captura de Rafaela, mas a comemoração é interrompida quando uma explosão acontece. Agora, Nowhere e os Espiões do Asfalto tentam capturar os causadores da explosão. |              |                                                                  |                         |                              |                     |
| 26 | 2            | "The Convoy" " O Comboio"                                        | Micah Gunnell           | Emma Dudley                  | 16 de abril de 2021 |
| Frostee trabalha para garantir a segurança da Ms. Nowhere e dos Espiões do Asfalto. E agora que a agência está contra eles, é hora de agirem por conta própria.                                                                                           |              |                                                                  |                         |                              |                     |
| 27 | 3            | "The Fugitives" " Os Fugitivos"                                  | James Yang              | Lauren Otero                 | 16 de abril de 2021 |
| Fugindo e sem grana, a equipe decide correr para conseguir dinheiro e chegar à Cidade do México. |              |                                                                  |                         |                              |                     |
| 28 | 4            | "That's a Moray" " Moray"                                        | George Gipson Leo Riley | Mellori Velasquez            | 16 de abril de 2021 |
| Ms. Nowhere e os Espiões do Asfalto encontram uma pista de quem pode tê-los incriminado, e o grupo decide invadir um baile de máscaras na Cidade do México.                                                                                               |              |                                                                  |                         |                              |                     |
| 29 | 5            | "The Ocelot King vs. El Mariposa" " Rei Ocelote contra Mariposa" | Micah Gunnell           | Joanna Lewis Kristine Songco | 16 de abril de 2021 |
| Ms. Nowhere e Echo confrontam Palindrome, Cisco encontra Tuco no ringue de luta livre, e Layla diz a Frostee que sente que não é querida na equipe. |              |                                                                  |                         |                              |                     |
| 30 | 6            | "The Siege" " O Cerco"                                           | James Yang              | Josh Hamilton                | 16 de abril de 2021 |
| Presos no caminhão, a equipe precisa de ajuda com a polícia na cola deles, e o auxílio pode vir de onde menos esperam. |              |                                                                  |                         |                              |                     |
| 31 | 7            | "Into the Labyrinth" " O Labirinto"                              | Leo Riley               | Emma Dudley                  | 16 de abril de 2021 |
| Os Espiões do Asfalto correm contra o tempo para impedir que a Cidade do México seja destruída pela máquina de vulcão de Moray. |              |                                                                  |                         |                              |                     |
| 32 | 8            | "Don't Go Chasing Lavafalls" " Lava por Todo Lado"               | Micah Gunnell           | Tim Hedrick                  | 16 de abril de 2021 |
| Nos túneis subterrâneos cheios de lava, a equipe tenta uma última cartada para impedir o plano de Moray de uma vez por todas. |              |                                                                  |                         |                              |                     |

### 5ª Temporada:Pacífico Sul(2021)
| N.º na série | N.º na temp. | Título                                                                      | Dirigido por  | Escrito por   | Exibição original    |
| --- | ------------ | --------------------------------------------------------------------------- | ------------- | ------------- | -------------------- |
| 33 | 1            | "R.O.A.M. Around the World" " P.I.M.A. – Piloto Invisível Móvel Automático" | James Yang    | May Chan      | 13 de agosto de 2021 |
| Os Espiões do Asfalto jogam um videogame de realidade virtual, mas a diversão vira frustração porque Tony não age como um bom companheiro de equipe.  |              |                                                                             |               |               |                      |
| 34 | 2            | "The Rescue" " O Resgate"                                                   | George Gipson | Josh Hamilton | 13 de agosto de 2021 |
| Sudarikov, um antigo inimigo, captura Tony e o resto da equipe precisa fazer um resgate aéreo ousado.                                                 |              |                                                                             |               |               |                      |
| 35 | 3            | "Anchors Away" " Soltar Âncoras"                                            | Micah Gunnell | Emma Dudley   | 13 de agosto de 2021 |
| Do céu ao fundo do mar! Será que os Espiões do Asfalto vão conseguir encontrar uma rota de fuga com tantos torpedos na cola deles?                    |              |                                                                             |               |               |                      |
| 36 | 4            | "Driving and Crying" " Dirigindo e Chorando"                                | James Yang    | Tim Hedrick   | 13 de agosto de 2021 |
| Presos em uma ilha no Pacífico Sul, a equipe planeja o próximo passo enquanto tenta ajudar Tony a superar sua misteriosa incapacidade de dirigir.     |              |                                                                             |               |               |                      |
| 37 | 5            | "Ride and Die" " Corra e Morra"                                             | George Gipson | May Chan      | 13 de agosto de 2021 |
| Ms. Nowhere acredita que Shashi tem a informação de que a equipe precisa e o liberta por um dia, mas os outros não têm certeza se podem confiar nele. |              |                                                                             |               |               |                      |
| 38 | 6            | "Ex Machina" " Ex Machina"                                                  | Micah Gunnell | Josh Hamilton | 13 de agosto de 2021 |
| Layla, Tony e Shashi tentam se infiltrar na base de Sudarikov na ilha. Enquanto isso, o resto da equipe tenta controlar seu avião desgovernado.       |              |                                                                             |               |               |                      |
| 39 | 7            | "The Takeover" " A Invasão"                                                 | James Yang    | Emma Dudley   | 13 de agosto de 2021 |
| A equipe finalmente chega à base subaquática de Sudarikov e precisa fazer de tudo para desativá-la antes que o pior aconteça.                         |              |                                                                             |               |               |                      |
| 40 | 8            | "The Toretto Virus" " O Vírus Toretto"                                      | George Gipson | Tim Hedrick   | 13 de agosto de 2021 |
| Para impedir que o vírus se espalhe pelo mundo, a equipe precisa se unir para combater o inimigo mais familiar que eles já enfrentaram.               |              |                                                                             |               |               |                      |

## Produção
Em 23 de abril de 2018, foi anunciado que a Netflix havia encomendado à produção um pedido de série. Os produtores executivos devem incluir Tim Hedrick, Bret Haaland (The Penguins of Madagascar, Kung Fu Panda: Legends of Awesomeness e All Hail King Julien), Vin Diesel e Chris Morgan. Hedrick e Haaland também devem atuar como showrunners. As empresas de produção envolvidas com a série incluem a DreamWorks Animation. A série ocorre após a aquisição da DreamWorks Animation pela NBCUniversal, que inclui uma primeira olhada na série animada da DreamWorks Animation baseada em Propriedades do filme da Universal Pictures. Os membros do elenco foram anunciados em 18 de novembro de 2019.

## Lançamento
Fast & Furious: Spy Racers foi lançado na Netflix em 26 de dezembro de 2019. Um evento de tapete vermelho de estreia mundial foi realizado no Universal Cinema em Los Angeles, em 7 de dezembro. A segunda temporada foi lançada em 9 de outubro de 2020. A terceira temporada foi lançada em 26 de dezembro de 2020. A quarta temporada foi lançada em 16 de abril de 2021. A quinta temporada foi lançada em 13 de agosto de 2021. A sexta e última temporada intitulada Homecoming está programada para ser lançada em 17 de dezembro de 2021.

## Recepção
O site agregador de críticas Rotten Tomatoes relatou um índice de aprovação de 83%, com base em 6 avaliações, com uma classificação média de 7.5/10.

## Video Game
Em maio de 2021, a DreamWorks Animation e a Universal anunciaram que um jogo baseado na série da Netflix está em desenvolvimento, intitulado Fast & Furious: Spy Racers – Rise of SH1FT3R por 3D Clouds e Outright Games e será publicado em novembro de 2021. O jogo recontará os eventos da 1ª temporada envolvendo a SH1FT3R e terá circuitos baseados em locais da série com Los Angeles, Rio de Janeiro e Deserto do Saara, entre outros locais.